# Тежки крайцери тип „Аоба“
Аоба (на японски: 青葉型巡洋艦) са серия от два тежки крайцера на Императорските ВМС на Япония от 1920-те години.
Усъвършенстван вариант на крайцерите от типа „Фурутака“, лишен от част от техните недостатъци. В периода 1924 – 1927 г. в корабостроителниците в Нагазаки и Кобе са построени две единици: „Аоба“ и „Кинугаса“. Строят се паралелно с по-съвършените кораби от типа „Миоко“.
Двата крайцера служат през целия междувоенен период, през втората половина на 1930-те години преминават през радикална модернизация. Те имат активно участие в бойните действия на Тихоокеанския театър на военните действия през Втората световна война и загиват от американската авиация: „Кинугаса“ в хода на Гуадалканалската кампания, през ноември 1942 г., а „Аоба“ в хода на бомбардировките на Япония през юли 1945 г.

## Конструкция

### Въоръжение
Главният калибър на крайцерите включва шест 200 mm оръдия в три двуоръдейни кули. Дадената артсистема се разработва в Морския арсенал на Куре под ръководството на инженера Тийокичи Хата в периода 1916 – 1921 г., на въоръжение във ВМФ на Япония е приета през 1924 г. 200 mm оръдие Тип 3 има дължина на ствола 50 калибра и проектна скорострелност от 5 изстрела в минута. То има обмотан ствол и бутален затвор, масата му съставлява 17,9 тона.
Две кули са поместени по линейно-терасовидната схема на носа и една – на кърмата. Използваната установка от типа „C“, въпреки своето обозначение, се базира на по-ранната тип „D“ (предназначена за крайцерите от типа „Миоко“). При маса 126 тона и диаметър на основата 5,03 м тя има кръгово брониране от високоякостна стомана с дебелина 25 мм. Насочването по хоризонтала се осъществява с електрохидравлична трансмисия с мощност 50 к.с., а по вертикала – от седемдесет и пет коня електродвигател. Максималната далечина на стрелбата със 110-кг бронебоен снаряд Тип 5 при ъгъл на възвишение от 40° достига 26,7 км.
Подаването на боеприпасите (110-кг снаряди и 32,6-кг заряди в картузи) до нивото на средната палуба става с два верижни кофични подемника в централен канал на подкулното отделение на всяка кула.
Системата за управление на огъня им включва два директора Тип 14 – на върха на носовата надстройка (главен) и над хангара за хидросамолетите (резервен), два 3,5-метрови далекомера, изчислител на курса и скоростта на целите от Тип 13 и прожектор Тип 90.
За борба със самолетите в централната част на корпуса са поставени четири 120-мм/45 оръдия Тип 10 в единични установки. Те представляват зенитен вариант на по-ранното оръдие Тип 3, разработено под ръководството на Чийокити Хата в Куре в периода 1921 – 1926 г. С максимален ъгъл на възвишение от 75° тяхната досегаемост по височина достига 8450 метра. В допълнение към тези оръдия на мостика също има поставени 2 7,7-мм картечници конструкция Люис.
Торпедното въоръжение се състои от шест сдвоени 610 mm торпедни апарата Тип 12, разположени на средната палуба. Изстрелваните от тях парогазови торпеда Тип 8 №2 при стартова маса от 2,362 тона носят 346 kg тринитрофенол и могат да изминат 20 000 m на 27 възела, 15 000 на 32 и 10 000 на 38. За управлението на стрелбата им на покрива на третия етаж на надстройката има поставени два торпедни директора Тип 14. Изначално, при разработката на проекта, Хирага предполага да не поставят ТА, считайки ги за прекалено уязвимо място на голям кораб. Но МГЩ още тогава залага на нощните боеве, и в крайна сметка всички строени в Япония тежки крайцери имат и мощно торпедно въоръжение.
По проект корабите трябва да имат катапулт Тип № 1 между кърмовата надстройка и третата кула на ГК, но фактически при влизането им строй той липсва. Реално той е поставен на „Кинугаса“ през март 1928 г. „Аоба“, през 1929 г., получава по-съвършения Тип №2. От него излитат двуместните разузнавателни хидросамолети Тип 15. Хангарът за тях е разположен в кърмовата надстройка.

### Бронева защита
Идентична с тази на типа „Фурутака“. Основният брониран пояс от нецементирана хромова стомана при дължина 79,88 м, ширина 4,12 м и дебелина 76 мм защитава котелните и машинните отделения. Както и при „Юбари“, той се крепи непосредствено към шпангоутите с наклон от 9° и се явява част от силовия набор на корпуса, бидейки при това, обаче, външен, а не вътрешен. При проектна стандартна водоизместимост поясът излиза от водата на 3,28 м, с натоварване 2/3 от пълната – на 2,21 м. По проект, той трябва да издържа на попадения от 152-мм снаряди, изстреляни от дистанции 12 000 – 15 000 м, за защита от 203-мм главен калибър на вашингтонските крайцери не може да става и дума.
Към горния си край поясът се стикова със средната палуба, съставена на този участък от плочи нецементирана хромова стомана с дебелина 35 мм (близо към средната част – 32 мм) и играеща ролята на хоризонтална защита на силовата установка. Тя има карапасна (черупковидна) форма, извива се от бордовете към центъра на 15 см, и също влиза в силовия набор на корпуса, крепейки се непосредствено към бимсовете.
Каналите на комините са прикрити от 38-мм нецементирана хромова броня на 1,27 м от нивото на средната палуба. Допълнително на нивото на горната те са защитени от плочи стомана с висока якост със сумарна дебелина 48 (28,6+19) мм.
Носовия и кърмовия погреби за боезапаса се прикриват от плочи нецементирана хромова стомана с дебелина 51 мм откъм бордовете и 35 мм – отгоре. Рулевото отделение се закрива от всички страни с 12,7-мм и 25-мм броня, кулоподобната надстройка изходно няма защита въобще.
Защитата на подводната част на корпуса се ограничава до двойно дъно и цистерните за течното гориво, играещи ролята на були. Бронирана противоторпедна преграда е решено да не се поставя поради теглови ограничения, а също поради показаната в хода на обстрелите на корпуса на недостроения линкор „Тоса“ недостатъчна ефективност на такъв род защита.
Сумарното тегло на бронирането на крайцерите съставлява под 1200 т или 12% от водоизместимост 2/3 от пълната, въпреки това значително превъзхождайки при това предшествениците: при 5500-тонните крайцери този дял съставлява 3 – 4%, при „Юбари“ – 8,6%.

### Енергетична установка
На крайцерите има 4 турбозъбчати агрегата „Мицубиши-Парсънс“ („Фурутака“) или „Браун-Къртис“ („Како“) с мощност по 25 500 к.с. (18,75 МW), задвижващи 4 трилопастни гребни винта. Тези агрегати са последните ТЗА чуждестранна разработка, поставяни на японски военни кораби. Сумарната им мощност от 102 хиляди конски сили по проект трябва да осигурява максимална скорост на ход от 34,5 възела.
И в двата случая всеки агрегат включва в себе си реактивна турбина за малко налягане (13 000 к.с. при 2000 rpm) и активна за високото (12 500 к.с. при 3000 rpm). През редуктор с двойна хеликоидна предавка (едно централно зъбно колело и по две малки от всяка турбина) те въртят вала на 3,51-метровия гребен винт, с максимална честота на оборотите едва 360 rpm. За външните валове работят предните ТЗА, за вътрешните – задните.
В корпусите на турбините ниско налягане (ТНН) се намират турбината за заден ход с обща мощност 28 000 к.с. (по 7000 к.с. всяка), въртящи винтовете в направление, обратно на въртенето им при преден ход. Парата при преход на такъв режим постъпва в тях директно, подминавайки ТВН.
За икономичния ход се използват съвместно крейсерските степени на ТВН и отделни турбини за крейсерски ход (ТКХ) в предните ТЗА, съединени със зъбна предавка. При скорост от 14 възела и по-малко парата постъпва на ТКХ, а от нея на крейсерската степен на ТВН, а след това на останалите степени ТВН и ТНН, и вече след това – в кондензатор. На пълен ход ТКХ се разединяват, и парата отива направо в ТВН. Сумарната мощност на паротурбинната установка в крейсерски режим (14,5-възлова скорост на хода) съставлява 4879 к.с. .
Щатният максимален запас гориво съставлява 400 t въглища и 1400 t мазут, което дава проектна далечина на плаване от 7000 морски мили на 14-възлов ход. При първите години служба (570 t въглища и 1010 t мазут) нейната величина е по-малка и съставлява 6000 мили. Часовия разход на мазут в крейсерски режим на изпитанията съставлява 3,18 тона/час, или 652 грама на конска сила в час.
Отработената пара се събира в четири еднопоточни кондензатори тип „Унифлукс“ (четири до ТНН и четири под тях). Всяко машинно отделение има два нагнетателни и два смукателни електрически вентилатора тип „Сироко“, а също и цистерна с прясна вода в предната негова част.
Парата за турбозъбчатите агрегати се произвежда от дванадесет трибарабанни водотръбни котли тип „Кампон Ро Го“, разполагащи се в седем котелни отделения. В първото се намират два средни нефтени котела, от второ до пето – по два големи нефтени, в шестото и седмото – по един малък смесен. Работното налягане на прегрятата пара е 18,3 kgf/cm² при температура 156 °C. Повишената с 56° по сравнение с обикновената наситена пара температура позволява с 10% да се снижи разходът на гориво в крейсерския режим, но води до по-силна корозия на тръбичките. Всяко котелно отделение има главна захранваща помпа и горивонагревател, всеки отделен котел – по два нагнетателни вентилатора и нагревател за захранващата вода. За отвод на продуктите на горене се използват два комина: преден сдвоен (от 1 до 5 котелно отделение) и заден единичен (6 – 7 отделения).
За захранване на корабната електромрежа с (напрежение – 225 V) се използват четири дизелови електрогенератора (два по 90 КW и два по 135 КW, със сумарна мощност 450 КW), разположени в машинното отделение. Рулевото устройство на крайцерите е електрохидравлично, за разлика от това на „Фурутака“, където се използва отделна двуцилиндрова парна машина.

### Екипаж и условия на обитаемост
По проект екипажът на крайцерите включва 622 души: 45 офицера и 577 нисши чинове.
Каютите на командния състав се намират в носовата части на средната палуба, кубриците за редовия – на долната и жилищната палуби на носа и на средната в кърмата. За един човек са отделени 1,5 – 1,6 квадратни метра жилищно пространство, което съответства на нивото на 5500-тонните крайцери и за кораб с такива размери се счита за явно недостатъчно. Заради теснотата си корабите от типа „Аоба“ и предишните от типа „Фурутака“ те получават сред моряците прякора „суйдзокукан“.
Както и при „Юбари“, илюминаторите на долните кубрици са разположени прекалено близко до водолинията, и при плаване се налага да бъдат затваряни, за да не се заливат от морската вода. Освен това, при плаване в тропиците недостатъчни се оказват и възможностите на естествената и изкуствената вентилация.

## Строителство
| Име               | Място на построяване                       | Поръчан  | Заложен         | Спуснат на вода   | Въведен в експлоатация | Съдба                                                                                             |
| ----------------- | ------------------------------------------ | -------- | --------------- | ----------------- | ---------------------- | ------------------------------------------------------------------------------------------------- |
| „Аоба“ (青葉)     | Корабостроителница на „Мицубиши“, Нагазаки | юни 1923 | 4 февруари 1924 | 25 септември 1926 | 20 септември 1927      | Потопен от американската авиация на 28 юли 1945 г. в Куре                                         |
| „Кинугаса“ (衣笠) | Корабостроителница на „Кавазаки“, Кобе     | юни 1923 | 23 януари 1924  | 24 октомври 1926  | 30 септември 1927      | Потопен от американската авиация в хода на морското сражение за Гуадалканал на 13 ноември 1942 г. |

## Коментари
1. ↑  При влизането им в строй са класифицирани като крайцери 1-ви клас (ито дзюнъйокан, според водоизместимостта им), от 1931 г. като клас A (ко-кю дзюнъйокан, с 8-дюймов главен калибър, т.е. тежки).
2. ↑  По-късно е преименувано на Тип 3 №1, за да се избегне объркването с по-новия Тип 3 №2.
3. ↑  Аквариуми.